# 古沢典子
古沢 典子（ふるさわ ふみこ、1917年 - ）は、日本の校正者、日本語教師。

## 経歴
1917年、東京に生まれる。1939年、東京女子高等師範学校文科を卒業し、女学校に就職する。女学校に植物の講師として来ていた今井善孝の伝手で、1942年、雑誌「科学知識」の編集・校正などに携わるも、戦争のため中断する。1949年、岩波書店に入社、校正課に勤務する。そのとき岩波書店に在職していた西島九州男、梅徳を二人の師とした。1961年、岩波書店を退職、岩波書店四月会会員となり、自宅校正（外校正）を担当する。
1961年、外国人のための日本語教師養成機関を経て、1967年より早稲田大学語学教育研究所講座講師に。日本語教師連盟、日本語教育学会に所属。1969年より1980年まで日本エディタースクール講師、校正技能審査試験審査委員に。1977年から1979年8月まで韓国ソウル国際大学に日本語教師として勤務。

## 著作
- 『校正の散歩道』（日本エディタースクール、1979年9月刊行。雑誌「Editor エディター」（日本エディタースクール出版部）の連載をもとにまとめたもの）